# Plecturocebus discolor
Plecturocebus discolor is een zoogdier uit de familie van de sakiachtigen (Pitheciidae). De wetenschappelijke naam van de soort werd voor het eerst geldig gepubliceerd door I. Geoffroy & Deville in 1848.

## Voorkomen
De soort komt voor in Colombia, Ecuador en Peru.